# JC Ferrero Challenger Open 2024
Il JC Ferrero Challenger Open 2024 è stato un torneo maschile di tennis professionistico. È stata la 7ª edizione del torneo, facente parte della categoria Challenger 100 nell'ambito dell'ATP Challenger Tour 2024, con un montepremi di 121 000 €. Si è giocato dal 30 settembre al 6 ottobre 2024 sui campi in cemento della JC Ferrero Academy di Villena, in Spagna.

## Partecipanti

### Teste di serie
| Nazionalità | Giocatore                 | Ranking* | Testa di serie |
| ----------- | ------------------------- | -------- | -------------- |
| Croazia     | Duje Ajduković            | 108      | 1              |
| Francia     | Luca Van Assche           | 111      | 2              |
| Slovacchia  | Lukáš Klein               | 122      | 3              |
| Francia     | Constant Lestienne        | 138      | 4              |
| Stati Uniti | Nicolas Moreno de Alboran | 145      | 5              |
| Polonia     | Kamil Majchrzak           | 147      | 6              |
| Francia     | Hugo Grenier              | 150      | 7              |
| Svizzera    | Jérôme Kym                | 152      | 8              |

* Ranking al 23 settembre 2024.

### Altri partecipanti
I seguenti giocatori hanno ricevuto una wild card per il tabellone principale:
- Dali Blanch
- Darwin Blanch
- Rafael Jódar

Il seguente giocatore è entrato in tabellone come alternate:
- Giovanni Fonio

I seguenti giocatori sono passati dalle qualificazioni:
- David Jordà Sanchis
- Daniel Mérida
- Michael Geerts
- Jiří Veselý
- Justin Engel
- Jakub Paul

I seguenti giocatori sono entrati in tabellone come lucky loser:
- Laurent Lokoli
- Christoph Negritu

## Punti e montepremi
| Torneo    | Torneo              | V      | F     | SF    | QF    | 2T    | 1T    | Q | Q2  | Q1  |
| Singolare | Punti               | 100    | 50    | 25    | 14    | 7     | 0     | 4 | 2   | 0   |
| Singolare | Premi in denaro (€) | 16 020 | 9 415 | 5 555 | 3 240 | 1 900 | 1 160 | – | 580 | 290 |
| Doppio    | Punti               | 100    | 50    | 25    | 14    | –     | 0     | – | –   | –   |
| Doppio    | Premi in denaro (€) | 6 845  | 4 050 | 2 400 | 1 420 | –     | 800   | – | –   | –   |

## Campioni

### Singolare
Kamil Majchrzak ha sconfitto in finale  Nicolas Moreno de Alboran con il punteggio di 6–4, 6–2.

### Doppio
Anirudh Chandrasekar /  Niki Kaliyanda Poonacha hanno sconfitto in finale  Romain Arneodo /  Íñigo Cervantes con il punteggio di 7–6(2), 6–4.